# Джонс, Рон Сефас
Рон Се́фас Джонс (англ. Ron Cephas Jones; 8 января 1957, Патерсон, Нью-Джерси — 19 августа 2023, Лос-Анджелес, Калифорния) — американский актёр. Наиболее известен по ролям в сериалах «Это мы» (2016—2022), «Люк Кейдж» (2016—2018) и «Мистер Робот» (2015—2016).

## Ранние годы
Джонс родился в Патерсоне, Нью-Джерси. Он посещал старшую школу Джона Ф. Кеннеди и окончил колледж Рамапо.

## Карьера
Среди ролей Джонса на большом экране числятся роли в фильмах «Его игра» (1998), «Сладкий и гадкий» (1999), «Полу-Нельсон» (2006) и «Через Вселенную» (2007). Он также известен по работе в театре, выступая в постановках в Чикаго и Нью-Йорке.
На телевидении Джонс известен по ролям в сериалах «Мистер Робот», «Банши» и «Люк Кейдж». Он исполнял роль Уильяма Хилла, биологического отца Рэндалла Пирсона (Стерлинг К. Браун) в шоу NBC «Это мы», за которую был номинирован на две прайм-тайм премии «Эмми», выиграв одну награду в категории «Лучший приглашённый актёр в драматическом телесериале». В июне 2018 года было объявлено, что он с регулярной ролью присоединился к сериалу Apple «Ты спишь?».

## Личная жизнь и смерть
У Джонса есть дочь, актриса Жасмин Сефас Джонс, от отношений с Ким Лесли.
Умер 19 августа 2023 года из-за «давней болезни лёгких» в возрасте 66 лет.

## Фильмография

### Кино
| Год  | Название на русском      | Оригинальное название                  | Роль              | Примечания             |
| ---- | ------------------------ | -------------------------------------- | ----------------- | ---------------------- |
| 1994 | Магия убийства           | Murder Magic                           | Бадди Диксон      |                        |
| 1996 |                          | Naked Acts                             | Джоэл             |                        |
| 1998 | Его игра                 | He Got Game                            | охранник в тюрьме |                        |
| 1999 | Сладкий и гадкий         | Sweet and Lowdown                      | Элвин             |                        |
| 2001 | Маленький сенегалец      | Little Senegal                         | Уэстли            |                        |
| 2001 | День в чёрном и белом    | A Day in Black and White               | N/A               |                        |
| 2002 | Заплатить сполна         | Paid in Full                           | Айс               |                        |
| 2004 |                          | Anonymous                              | Фрэнк             | Короткометражный фильм |
| 2004 | Баллада о Красном Пинто  | The Ballad of Pinto Red                | Эрл Хаус          | Короткометражный фильм |
| 2005 |                          | Preaching to the Choir                 | Паг               |                        |
| 2006 | Полу-Нельсон             | Half Nelson                            | мистер Диксон     |                        |
| 2007 | Через Вселенную          | Across the Universe                    | Чёрная Пантера    |                        |
| 2010 | Пепел                    | Ashes                                  | Флойд             |                        |
| 2012 |                          | Watching TV with the Red Chinese       | Литтл             |                        |
| 2013 | Титус                    | Titus                                  | Титус             |                        |
| 2014 | Стеклянная челюсть       | Glass Chin                             | Рэй Эллингтон     |                        |
| 2014 | О мышах и людях          | National Theatre Live: Of Mice and Men | Крукс             |                        |
| 2018 | Собачьи дни              | Dog Days                               | Уолтер            |                        |
| 2018 | Веном                    | Venom                                  | Джек              | Не указан в титрах     |
| 2018 | Рождественский календарь | Christmas Calendar                     | Грэмпс            |                        |
| 2019 | Меня зовут Долемайт      | Dolemite Is My Name                    | Рикко             |                        |

### Телевидение
| Год        | Название на русском                   | Оригинальное название        | Роль                     | Примечания                             |
| ---------- | ------------------------------------- | ---------------------------- | ------------------------ | -------------------------------------- |
| 1996, 1997 | Закон и порядок                       | Law & Order                  | Фрэнк Дойл / Роланд Букс | Эпизод: «Slave» / «Entrapment»         |
| 1996       | Полицейские под прикрытием            | New York Undercover          | Джеймс Фэррис            | Эпизод: «Blue Boy»                     |
| 1999       | Цена успеха                           | Double Platinum              | Жан Клод                 | Телевизионный фильм                    |
| 2003       | Слово чести                           | Word of Honor                | Рамон Детон              | Телевизионный фильм                    |
| 2006       | Закон и порядок: Преступное намерение | Law & Order: Criminal Intent | Реджи Бэнкс              | Эпизод: «Dramma Giocoso»               |
| 2008       | Изюм на солнце                        | A Raisin in the Sun          | Уилли Харрис             | Телевизионный фильм                    |
| 2012       | Нью-Йорк 22                           | NYC 22                       | Артур Энсон              | Эпизод: «Schooled»                     |
| 2013       | Низкое зимнее солнце                  | Low Winter Sun               | преподобный Лоудон       | 3 эпизода                              |
| 2014       | Чёрный список                         | The Blacklist                | доктор Джеймс Ковингтон  | Эпизод: «Dr. James Covington (No. 89)» |
| 2015       | Банши                                 | Banshee                      | Фрейзер                  | 2 эпизода                              |
| 2015—16    | Мистер Робот                          | Mr. Robot                    | Ромеро                   | 8 эпизодов                             |
| 2016—17    | Отжиг                                 | The Get Down                 | Уинстон Киплинг          | 5 эпизодов                             |
| 2016—18    | Люк Кейдж                             | Luke Cage                    | Бобби Фиш                | 13 эпизодов                            |
| 2016—22    | Это мы                                | This Is Us                   | Уильям Хилл              | 19 эпизодов                            |
| 2019       | В поисках Аляски                      | Looking for Alaska           | доктор Хайд              |                                        |
| TBA        | Ты спишь?                             | Are You Sleeping             |                          |                                        |

## Награды и номинации
| Год  | Награда                                       | Категория                                              | Работа | Результат |
| ---- | --------------------------------------------- | ------------------------------------------------------ | ------ | --------- |
| 2017 | Премия «Gold Derby»                           | Лучший актёр второго плана в драматическом сериале     | Это мы | Номинация |
| 2017 | Премия «Black Reel»                           | Лучший актёр второго плана в драматическом сериале     | Это мы | Победа    |
| 2017 | Прайм-тайм премия «Эмми»                      | Лучший актёр второго плана в драматическом телесериале | Это мы | Номинация |
| 2017 | Премия Интернет-ассоциации кино и телевидения | Лучший актёр второго плана в драматическом сериале     | Это мы | Номинация |
| 2018 | Премия Гильдии киноактёров США                | Лучший актёрский состав в драматическом сериале        | Это мы | Победа    |
| 2018 | Премия «Black Reel»                           | Лучший приглашённый актёр в драматическом сериале      | Это мы | Победа    |
| 2018 | Премия «Gold Derby»                           | Лучший приглашённый актёр в драматическом сериале      | Это мы | Номинация |
| 2018 | Прайм-тайм премия «Эмми»                      | Лучший приглашённый актёр в драматическом телесериале  | Это мы | Победа    |